# Cmentarz św. Jakuba w Toruniu
Cmentarz parafialny pw. św. Jakuba w Toruniu (przed 1945 część ewangelicka nazywana również cmentarzem ewangelickim parafii nowomiejskiej, potocznie cały cmentarz jest nazywany również cmentarzem przy ul. Antczaka lub cmentarzem przy ul. Pułaskiego) – cmentarz parafialny, administrowany przez parafię św. Jakuba Apostoła, znajdujący się przy ul. Antoniego Antczaka w Toruniu. Cmentarz składa się z dawnego cmentarza ewangelickiego i sąsiadującego z nim katolickiego, które zostały połączone w 1945 roku.
Cmentarz zajmuje powierzchnię 2,9 ha.

## Historia

### Cmentarz ewangelicki
Potrzeba założenia cmentarza ewangelickiego pojawiła się po rozebraniu kaplicy św. Katarzyny w 1814 roku. Pierwsze pogrzeby na cmentarzu ewangelickim nowomiejskiej gminy ewangelickiej odbyły się 7 sierpnia 1817 roku, jednak władze militarne Torunia wydały formalną zgodę na istnienie cmentarza w lipcu 1819 roku. Po wydaniu zgody miasto oficjalnie przekazało ewangelikom 688 prętów reńskich gruntu (ok. 0,97 ha) z majątku kamlarii. W 1841 roku na cmentarzu postawiono kostnicę.
Cmentarz kilkakrotnie powiększał swoją powierzchnię. 17 lipca 1856 roku władze Torunia przekazały grunt położony na północ od cmentarza, o powierzchni 1 morgi 78 prętów (ok. 0,36 ha). W latach 50. XIX wieku cmentarz ogrodzono. W grudniu 1857 roku cmentarz powiększył się o morgę ziemi po wykupieniu dodatkowego gruntu przez nowomiejską gminę ewangelicką. W latach 80. XIX wieku cmentarz zajmował powierzchnię ok. 1,22 ha.

### Cmentarz katolicki
Cmentarz katolicki powstał na przełomie 1838 i 1839 roku. Do czasu oddania cmentarza do użytku do rozebraniu kaplicy św. Katarzyny wierni parafii św. Jakuba chowali zmarłych na cmentarzu klasztoru benedyktynek na Winnicy (będący w posiadaniu parafii św. Jerzego co najmniej do 1903 roku, choć pochówków na nim zaniechano o wiele wcześniej). W 1838 roku rozpoczęto zbiórkę pieniędzy na budowę cmentarza. Cmentarz wybudowano na gruntach podarowanych przez miasto. Jednocześnie parafia kupiła dużą działkę od prywatnego właściciela. Według różnych szacunków w połowie XIX wieku powierzchnia cmentarza wahała się od 1 do 1,4 ha. W 1856 roku cmentarz powiększył się o 0,4 ha. W latach 50. XIX wieku cmentarz ogrodzono.

### Historia współczesna
W 1945 roku cmentarz w całości przejęła rzymskokatolicka parafia św. Jakuba. Ok. 1965 roku oficjalnie zlikwidowano część ewangelicką.

## Architektura
Cmentarz ma kształt nieregularnego sześciokąta. Nieregularne kwatery są podzielone krzyżującymi się alejami. Strona wschodnia i południowa są ogrodzone murem, północna i zachodnia siatką. Dominują trzy aleje, biegnące na osi wschód-zachód.
Nie zachowały się żadne groby z pierwszej połowy XIX wieku. Według karty z 1987 roku na cmentarzu zachowało się ok. 800 nagrobków z I poł. XX wieku. Według karty najstarszy zachowany nagrobek należał do zmarłego w 1890 roku A. Engelhardta. Grób ten nie został po latach odnaleziony. Najstarszy zachowany do dzisiaj grób upamiętnia kupca Władysława Jankowskiego, żyjącego w latach 1855–1908. Po II wojnie światowej część nagrobków ewangelickich wykorzystano jako bazę surowcową dla późniejszych nagrobków katolickich. Zachował się nagrobek Antoniego Konke z domu Hasse, żyjącego w latach 1842–1915.
Na cmentarzu znajdowała się drewniana kaplica. Prawdopodobnie była to ta sama, którą zbudowano w 1841 roku. Została ona podpalona przez wandali w grudniu 2008 roku.
Na cmentarzu znajdował się (niezachowany obecnie) pomnik Ignacego Danielewskiego, ufundowany ze składek społeczności polskiej.
Cmentarz wpisany jest do gminnej ewidencji zabytków (nr 1346).

## Znani pochowani
Na cmentarze zostali pochowani m.in:
- Ignacy Danielewski (1829–1907) – działacz narodowy i społeczny, współpracownik „Nadwiślanina”, wydawca „Przyjaciela Ludu”[9];
- Antoni Brejski (1867–1929) – redaktor naczelny „Gazety Toruńskiej”, założyciel Zjednoczenia Zawodowego Polskiego[1];
- Jan Brejski (1863–1934) – wojewoda pomorski[1];
- Paulina Winiarska (1841–1938) – uczestniczka powstania styczniowego[10];
- mjr AK Bolesław Usów ps. „Konar” (1913–1954) – kawaler Virtuti Militari[1];
- Adam Soroka Zbijewski (1893–1964) – oficer Wojska Polskiego w latach 1918–1921, odznaczony m.in. Virtuti Militari i Krzyżem Walecznych[1].
- Tadeusz Czeżowski (1889–1981) – profesor filozofii Uniwersytetu Mikołaja Kopernika w Toruniu[9].